# Карлсруе/Баден-Баден
Аеропорт Карлсруе/Баден-Баден (IATA: FKB, ICAO: EDSB) (нім. Flughafen Karlsruhe/Baden-Baden) — міжнародний аеропорт Карлсруе, другого за величиною міста землі Баден-Вюртемберг, Німеччина, також обслуговує курортне містечко Баден-Баден.
Сам аеропорт має у своєму складі Baden Airpark, бізнес-парк з численними орендарями. Розташований в Райнмюнстер, за 40 км на південь від Карлсруе, за 12 км на захід від Баден-Бадена, за 25 км на схід від Агено і за 25 км на північ від Страсбурга, Франція.

## Історія
З 1953 по 1993 рік був канадським військовим летовищем CFB Baden-Soellingen.
Приватний консорціум Baden Airpark GmbH було засновано у листопаді 1994 року. 1997 року, на колишньому військовому летовищі вперше був здійснений чартерний рейс на Пальма-де-Мальорку. У вересні 1998 року пішли перші регулярні рейси по 19 європейським напрямками. 100 000-й пасажир був зафіксований в травні 1999 року, а в листопаді — 100 000-й пасажир цього року. 2000 року парк аеропорту Карлсруе-Форхгайм, що виконує функції летовища для авіації загального призначення, був переведений в район аеропорту Карлсруе/Баден-Бадена. З 1 січня 2001 року створено майданчик Baden-Airpark GmbH, на площах якої функціонує аеропорт Карлсруе/Баден-Баден.

## Опис
Аеропорт Карлсруе/Баден-Баден складається з однієї будівлі пасажирського терміналу, що має 20 стійок реєстрації та вісім відправних гейтів, а також крамниці та ресторани На пероні є вісім місць авіастоянок, більшість з яких можна використовувати літаками середнього класу, такими як Boeing 737.

## Авіалінії та напрямки, березень 2023
| Авіакомпанія      | Пункт призначення |
| ----------------- | --- |
| Enter Air         | Сезонний чартер: Гран-Канарія (з 28 травня 2023), Іракліон (з 26 травня 2023), Кос (з 29 травня 2023), Пальма-де-Майорка (з 27 травня 2023), Родос (з 30 травня 2023), Фуертевентура (з 27 травня 2023),                                                                 |
| Corendon Airlines | Сезонний: Анталія, |
| Eurowings         | Сезонний: Пальма-де-Мальорка |
| Ryanair           | Аліканте, Барі, Бергамо, Валенсія, Жирона, Загреб, Лондон-Станстед, Малага, Пальма-де-Мальорка, Порту, Севілья, Софія, Стокгольм-Арланда, Тель-Авів, Фару, Фес Сезонний: Кальярі, Корфу, Гран-Канарія, Задар, Ламеція-Терме, Мальта,Палермо, Тенерифе-Південний, Трапані |
| Wizz Air          | Белград, Варна, Приштина, Сібіу, Скоп'є, Тімішоара, Тирана, Тузла Сезонний: Кукес |

## Статистика

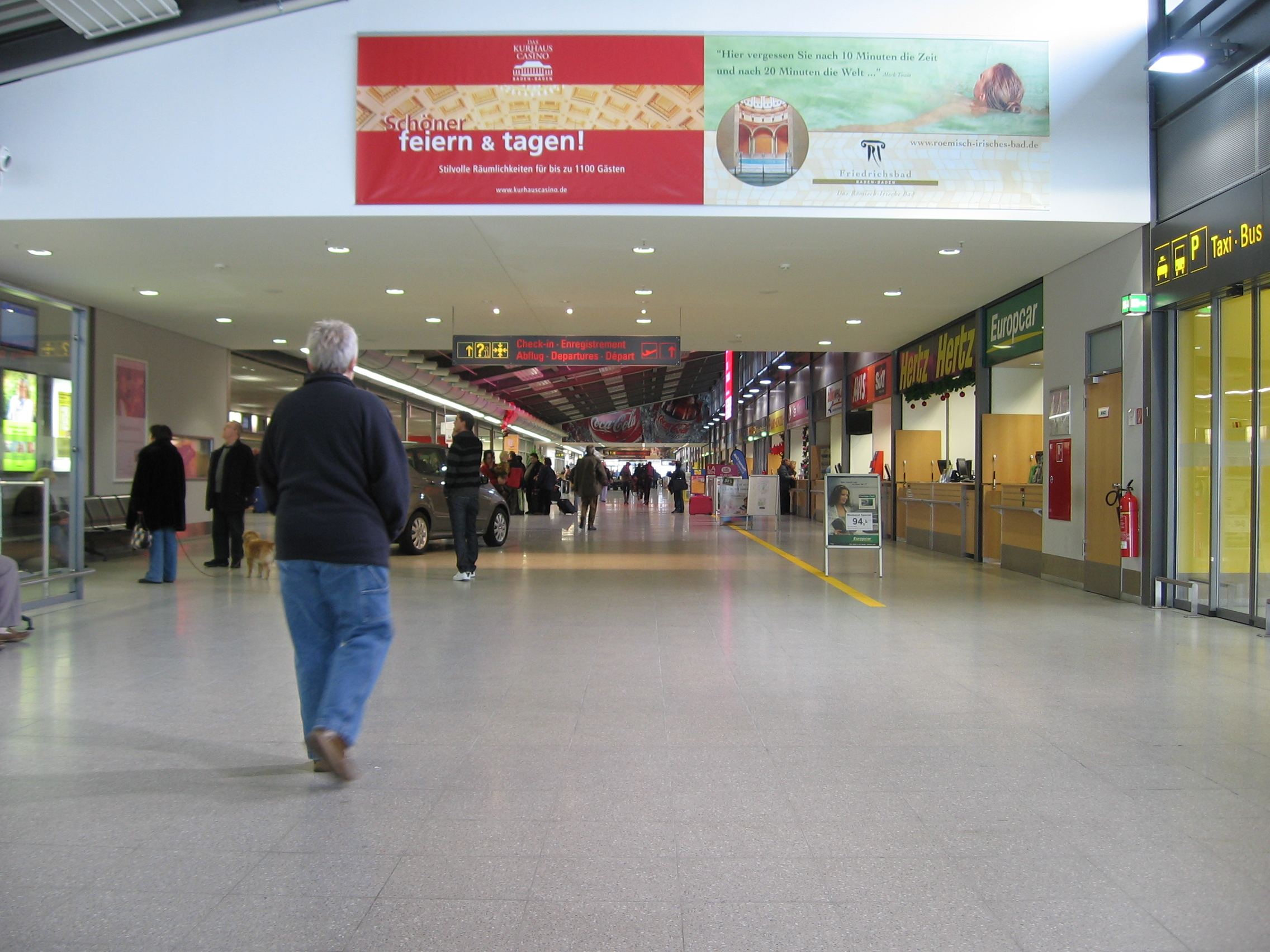
Інтер'єр терміналу

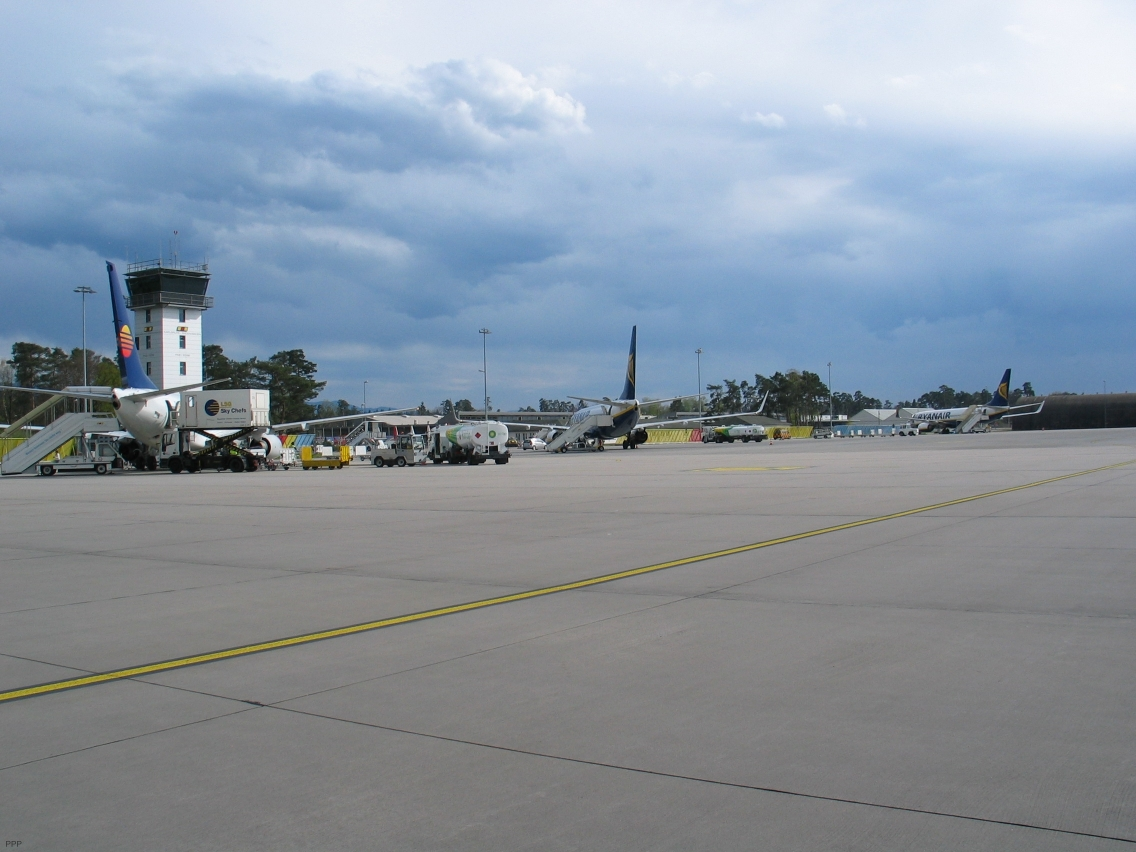
Перон

Див. джерело запитів Вікіданих та джерела.
| 2008        | 1,141,070   |
| 2009        | ▼ 1,087,909 |
| 2010        | ▲ 1,177,201 |
| 2011        | ▼ 1,114,535 |
| 2012        | ▲ 1,287,382 |
| 2013        | ▼ 1,059,227 |
| 2014        | ▼ 983,451   |
| 2015        | ▲ 1,051,435 |
| 2016        | ▲ 1,105,103 |
| 2017        | ▲ 1,240,551 |
| Source: ADV |             |

## Транспорт
В аеропорт можна доїхати автобаном А5, який прямує з Гессена до Базеля. Місцеві автобуси сполучають аеропорт з Карлсруе, Гейдельбергом, Баден-Баденом і Раштатом, а також з їх залізничними станціями.